# Điện ảnh Moldova

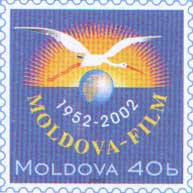
Tem kỷ niệm 50 năm ngày thành lập hãng Moldova-Film (1952 - 2002)

Điện ảnh Moldova (tiếng România: Cinematografia din Moldova, hay Cinematografia din Republica Moldova) bắt đầu từ thời điểm ngày 26 tháng 4 năm 1952 (khi đó, nước Cộng hòa Moldova còn là một thực thể của Liên bang Soviet) và phát triển liên tục cho đến nay.

## Lịch sử hình thành và phát triển

### Hãng phim
- Moldova-Film

### Diễn viên tên tuổi
- Sofia Rotaru